# Gã hề ma quái (tiểu thuyết)
Gã hề ma quái (tựa gốc tiếng Anh: It) là tiểu thuyết kinh dị xuất bản năm 1986 của tác giả người Mỹ Stephen King. Đây là cuốn sách thứ 22 của King và là cuốn tiểu thuyết thứ 17 được viết dưới tên thật của ông. Câu chuyện kể về trải nghiệm của bảy đứa trẻ bị It (hay còn gọi là Pennywise) khủng bố, một thực thể tà ác lợi dụng nỗi sợ hãi của nạn nhân để ngụy trang trong khi săn mồi.

## Bối cảnh
Năm 1978, King và gia đình sống ở Boulder, Colorado. Một buổi tối, King một mình đi lấy xe từ tiệm sửa chữa và bắt gặp một cây cầu gỗ cũ, "gồ ghề và quái đản một cách kỳ lạ". Đi bộ dọc theo cây cầu khiến King nhớ lại câu chuyện "Ba Chú Dê Billy Gruff", và ý tưởng chuyển thể câu chuyện vào bối cảnh đời thực đã thu hút ông. King được truyền cảm hứng thêm bởi một câu thoại của Marianne Moore—“những khu vườn tưởng tượng với những con cóc thật trong đó”—mà trong tâm trí ông, nó giống như “những con quỷ khổng lồ thực sự trong những khu vườn tưởng tượng”. King quay lại với ý tưởng này hai năm sau đó và dần dần tích lũy ý tưởng và suy nghĩ, đặc biệt là ý tưởng đan xen những câu chuyện về trẻ em và những người lớn mà họ trở thành. King bắt đầu viết It vào năm 1980, và hoàn thành cuốn sách sau năm năm. King lấy cảm hứng trong thần thoại và lịch sử xung quanh việc xây dựng hệ thống cống rãnh ở Bangor, Maine.

## Nội dung
Tiểu thuyết được kể thông qua các câu chuyện xen kẽ giữa hai khoảng thời gian và phần lớn theo kiểu trần thuật từ người thứ ba.

### 1957–1958
Trong một trận mưa rào ở Derry, Maine, một cậu bé sáu tuổi tên là Georgie Denbrough thả một chiếc thuyền giấy dọc theo những con phố trước khi nó trôi xuống cống thoát nước. Nhìn xuống cống, Georgie bắt gặp một chú hề, tự giới thiệu hắn là Pennywise-Chú Hề Nhảy Múa. Georgie, mặc dù biết mình không nên nói chuyện với người lạ, vẫn bị Pennywise dụ dỗ thò tay vào cống để lấy thuyền. Sau đó, hắn xé toạc cánh tay cậu, và Georgie mất máu đến chết.
Tháng Sáu năm sau, một cậu bé béo phì mười một tuổi tên là Ben Hanscom bị một tên côn đồ Henry Bowers và đồng bọn của hắn quấy rối vào ngày cuối cùng của năm học, trốn vào vùng đất hoang vu đầm lầy gọi là Barrens. Tại đây, Ben kết bạn với Eddie Kaspbrak, mắc chứng bệnh hen suyễn và "Bill Nói Lắp" Denbrough, anh trai của Georgie. Ba cậu bé sau đó kết bạn với những người bạn đồng trang lứa khác là Richie Tozier, Stanley "Stan" Uris, và Beverly Marsh, và tự gọi mình là "Câu lạc bộ Kẻ Thua Cuộc" ("The Losers Club"). Khi mùa hè đến, mỗi thành viên nhóm Losers đều chạm trán Pennywise dưới những hình dạng kinh hoàng: Ben gặp một xác ướp trên kênh đào đóng băng, Beverly nhìn thấy một đài phun máu (chỉ trẻ em mới nhìn thấy) trong bồn rửa mặt của mình, Eddie gặp một người phong hủi đang thối rữa, Stan đối mặt với những xác chết đuối, và một bóng ma Georgie đáng sợ đối với Bill. Trong khi đó, Bowers ngày càng mất kiểm soát và tăng dần tính tàn bạo, hắn bắt đầu tập trung sự chú ý vào người hàng xóm Mỹ gốc Phi, Mike Hanlon và cha anh ta. Bowers giết chết con chó của Mike và đuổi cậu bé chạy vào Barrens, cậu cùng với Losers đánh đuổi băng đảng của Bowers trong một trận chiến, Bowers thua cuộc nhục nhã và thề sẽ trả thù. Mike trở thành thành viên của Nhóm Losers sau khi tiết lộ cuộc chạm trán của bản thân với Pennywise dưới hình dạng một con chim ăn thịt.
Từ cuốn sổ lưu niệm của Mike, nhóm Losers nhận ra rằng "It" là một con quái vật cổ đại đang thống trị thị trấn. Những cuộc chạm trán tiếp theo, nhóm Losers dựng một lỗ thông khói tạm thời mà Richie và Mike sử dụng để tạo ra ảo giác về nguồn gốc của It là một sinh vật ngoài hành tinh cổ xưa, nó đã đến Trái Đất, bắt đầu một chu kỳ săn mồi kéo dài một năm, sau đó là một kỳ ngủ đông kéo dài 27 năm.
Eddie được Bowers và một vài người bạn đưa vào bệnh viện, còn Beverly chứng kiến một trong những kẻ bắt nạt, Patrick Hockstetter, bị It nuốt chửng dưới dạng một bầy đỉa biết bay. Nhóm Losers phát hiện ra một thông điệp từ It trong máu của Patrick, cảnh báo rằng It sẽ giết cả bọn nếu dám can thiệp. Với hy vọng rằng bạc có thể làm It bị thương, Ben tạo ra hai viên đạn bạc từ một đồng đô la bạc, và nhóm Losers bước vào một ngôi nhà bỏ hoang nơi Eddie, Bill và Richie đã chạm trán It trước đó để cố gắng giết It. Họ đã làm It bị thương bằng đạn bạc khi It đang ở dạng người sói. Coi nhóm Losers là mối đe dọa, It thao túng Bowers giết chết người cha bạo hành của mình, sau đó đuổi nhóm Losers xuống cống để giết cả bọn. Tại đây, hai tên côn đồ đi cùng hắn, Victor "Vic" Criss và Reginald "Belch" Huggins, đều bị It giết chết. Bản thân Bowers cũng bị lạc trong cống.
Trong cống ngầm, Bill thực hiện "Nghi lễ Chüd" để cố gắng đối mặt với It trong Macroverse, vũ trụ song song nơi It xuất thân. Tại đây, anh gặp Maturin, phản diện của con quái vật, một con rùa cổ đại đã tạo ra vũ trụ. Bill biết rằng It chỉ có thể bị đánh bại trong một trận chiến ý chí, nơi cậu chiến thắng; trong trận chiến đó, cậu nhìn thấy hình dạng thật của It, và nơi xuất phát của nó, "Deadlights". Sau trận chiến, không biết mình đã giết It hay chưa, nhóm Losers bị lạc trong cống ngầm. Để cố gắng tìm lại phương hướng, Beverly đã quan hệ tình dục với từng cậu bé để khôi phục sự đoàn kết cho cả nhóm. Sau khi an toàn ra ngoài, nhóm Losers đã kết nghĩa anh em, thề sẽ quay trở lại Derry nếu mối đe dọa tái diễn. Bowers, bị mất trí khi thoát khỏi cống ngầm và rơi xuống một con sông gần đó, bị đưa vào viện sau khi bị đổ lỗi cho các vụ giết trẻ em trong thị trấn.

### 1984–1985
Vào tháng 7 năm 1984, ba thanh niên tấn công dã man một chàng trai đồng tính trẻ tuổi tên là Adrian Mellon và ném anh ta xuống cầu. Tại đây, bạn trai của Adrian và một trong những kẻ tấn công đều nhìn thấy một chú hề bí ẩn. Adrian được tìm thấy đã chết và bị cắt xẻo, và những thiếu niên này bị bắt và bị buộc tội giết người.
Khi một loạt vụ giết trẻ em bạo lực lại xảy ra ở Derry, Mike Hanlon, hiện là thủ thư của thị trấn, gọi điện cho sáu cựu thành viên của nhóm Losers để nhắc họ về lời hứa thời thơ ấu rằng sẽ quay lại nếu vụ giết người lại xảy ra. Bill giờ là một nhà văn kinh dị thành đạt, sống cùng người vợ là diễn viên Audra; Beverly là một nhà thiết kế thời trang, kết hôn với một người đàn ông vũ phu tên là Tom Rogan; Eddie điều hành một công ty cho thuê xe limousine và đã kết hôn với một người phụ nữ cũng mắc chứng bệnh hoang tưởng như mẹ anh; Richie Tozier là một DJ; Ben Hanscom đã giảm cân và trở thành một kiến trúc sư thành đạt nhưng độc thân và cô đơn; và Stan Uris là một kế toán viên giàu có. Trước cuộc gọi của Mike, tất cả họ đều đã hoàn toàn quên mất nhau và những chấn thương thời thơ ấu, chôn vùi nỗi kinh hoàng khi chạm trán với It. Cả nhóm đều đồng ý quay trở lại Derry, ngoại trừ Stan, đã tự tử vì sợ phải đối mặt với It một lần nữa.
Cả nhóm gặp nhau ăn trưa, Mike nhắc nhở họ rằng sinh vật này thức dậy khoảng 27 năm một lần, mỗi lần khoảng 12–16 tháng và ăn thịt trẻ em trước khi ngủ say trở lại. Cả nhóm quyết định tiêu diệt It một lần và mãi mãi. Theo gợi ý của Mike, mỗi người khám phá phải những khu vực khác nhau của Derry để giúp khôi phục ký ức. Trong quá trình khám phá, Eddie, Richie, Beverly và Ben phải đối mặt với những hiện thân của It (Eddie trong vai Belch Huggins và những người bạn thời thơ ấu trong hình dạng bệnh phong và thây ma, Richie trong hình dạng bức tượng Paul Bunyan, Beverly trong hình dạng phù thủy trong Hansel & Gretel tại ngôi nhà thời thơ ấu của cô, và Ben trong hình dạng Dracula trong Thư viện Derry). Bill tìm thấy chiếc xe đạp thời thơ ấu của mình, "Silver", và mang nó đến nhà Mike. Trong khi đó, Audra vì quá lo lắng cho Bill, đã đến Derry; chồng của Beverley cũng đến, dự định sẽ giết Beverly,  đánh bại sự kiểm soát của hắn đối với cô; và Henry Bowers trốn thoát khỏi bệnh viện tâm thần với sự giúp đỡ của It.
Henry đối đầu với Mike tại thư viện, nhưng Mike trốn thoát với thương tích nghiêm trọng. It ra lệnh cho Henry giết những người còn lại, nhưng Henry đã bị giết trong khi tấn công Eddie. Sau đó, It xuất hiện trước Tom và ra lệnh cho anh bắt Audra, đưa Audra đến hang ổ của It, Audra trở nên mất trí, và Tom, khi nhìn thấy It trong hình dạng thật của nó, đã ngã gục vì sốc. Bill, Ben, Beverly, Richie và Eddie biết rằng Mike sắp chết và nhận ra họ đang bị buộc phải đối đầu với It một lần nữa. Họ xuống cống ngầm và sử dụng sức mạnh của cả nhóm để "gửi năng lượng" đến Mike đang nằm viện, nơi anh đang chiến đấu với một y tá bị It điều khiển. Họ đến hang ổ của It và thấy It đã biến thành một con nhện khổng lồ. Bill và Richie xâm nhập vào tâm trí của It thông qua Nghi lễ Chüd, nhưng họ bị lạc. Eddie làm It bị thương bằng cách phun thuốc hen suyễn của anh vào cổ họng nó, nhưng nó cắn đứt cánh tay của Eddie và giết chết anh ta. It bỏ chạy để chăm sóc vết thương, nhưng Bill, Richie và Ben đuổi theo và phát hiện ra It đã đẻ trứng. Ben ở lại để tiêu hủy những quả trứng, trong khi Bill và Richie đi đối đầu với It. Bill cố xâm nhập vào cơ thể It, xác định vị trí trái tim và phá hủy nó. Cả nhóm gặp nhau để thoát ra khỏi hang ổ, và mặc dù họ cố gắng mang theo xác của Audra và Eddie, họ buộc phải bỏ lại Eddie phía sau. Họ nhận ra rằng những vết sẹo trên tay từ lời thề máu đã biến mất, cho thấy thử thách của họ cuối cùng đã kết thúc.
Cùng lúc đó, cơn bão tồi tệ nhất trong lịch sử Maine quét qua Derry, và khu vực trung tâm thành phố sụp đổ. Mike kết luận rằng Derry đang chết dần. Cả nhóm trở về nhà và dần dần bắt đầu quên đi It, Derry và lẫn nhau. Ký ức của Mike về những sự kiện mùa hè năm đó cũng bắt đầu phai nhạt, cũng như bất kỳ ghi chép nào anh đã viết trước đó, khiến anh nhẹ nhõm, và anh cân nhắc việc bắt đầu một cuộc sống mới ở nơi khác. Ben và Beverly cùng nhau rời đi và trở thành một cặp, còn Richie trở về California. Bill là người cuối cùng rời Derry. Trước khi đi, anh đưa Audra, vẫn còn hôn mê, đi dạo trên Silver, điều này đã đánh thức cô khỏi chứng hôn mê và họ trao nhau một nụ hôn.

## Bối cảnh
It tập trung chủ đề vào sự mất mát sự ngây thơ của trẻ thơ và đặt câu hỏi về sự khác biệt giữa sự cần thiết và ý chí tự do. Grady Hendrix của Tor.com mô tả cuốn sách là "nói về thực tế rằng một số cánh cửa chỉ mở theo một hướng, và mặc dù có một lối thoát khỏi tuổi thơ mang tên tình dục, nhưng không có cánh cửa nào dẫn theo hướng ngược lại khiến người lớn trở lại thành trẻ con". Christopher Lehman-Haupt của The New York Times lưu ý rằng It "liên quan đến cái ác đã ám ảnh nước Mỹ theo thời gian dưới các hình thức tội phạm, sự cố chấp về chủng tộc và tôn giáo, khó khăn kinh tế, xung đột lao động và ô nhiễm công nghiệp", và bối cảnh của cuốn tiểu thuyết "là một bảo tàng chứa đầy văn hóa đại chúng của những năm 1950: tên thương hiệu, bài hát và ngôi sao nhạc rock 'n' roll, những trò đùa và thói quen của trẻ em trong thời đại đó". James Smythe của The Guardian cho rằng "Pennywise không phải là nỗi kinh hoàng lớn nhất của tiểu thuyết. Những khái niệm nổi bật nhất về nỗi sợ hãi trong tiểu thuyết đến từ chính nhóm Kẻ thua cuộc: cuộc sống gia đình của họ, những điều khiến họ trở thành kẻ bị ruồng bỏ."

## Phát hành
Ngày 13 tháng 12 năm 2011, Cemetery Dance đã xuất bản phiên bản giới hạn đặc biệt của It nhân kỷ niệm 25 năm ra đời cuốn tiểu thuyết (ISBN 978-1-58767-270-5) với ba phiên bản: phiên bản quà tặng giới hạn không chữ ký 2.750 bản, phiên bản giới hạn có chữ ký 750 bản, và phiên bản giới hạn có thư và chữ ký 52 bản. Cả ba phiên bản đều là bìa cứng khổ lớn, được đựng trong hộp trượt hoặc hộp đựng, và được đóng bìa cao cấp. Phiên bản kỷ niệm này có hình minh họa bìa mới của Glen Orbik, cùng nhiều hình minh họa bên trong của Alan M. Clark và Erin Wells. Cuốn sách cũng có lời bạt mới của Stephen King, thảo luận về lý do ông viết cuốn tiểu thuyết.
Tại Việt Nam, sách đã được dịch giả Đỗ Phan Thu Hà chuyển ngữ, xuất bản bởi nhà xuất bản Thanh Niên năm 2022 với tên gọi Gã hề ma quái.

## Tiếp nhận và di sản
Cuốn tiểu thuyết đã giành được Giải thưởng văn học giả tưởng nước Anh vào năm 1987 và được đề cử cho giải Locus và Giải thưởng giả tưởng thế giới cùng năm đó. Publishers Weekly đã liệt kê đây là cuốn tiểu thuyết bìa cứng bán chạy nhất tại Hoa Kỳ vào năm 1986. It đã được chuyển thể thành một loạt phim ngắn gồm hai phần vào năm 1990 của Tommy Lee Wallace và một bộ phim khác do Andy Muschietti đạo diễn. It của Muschietti phát hành vào tháng 9 năm 2017 và It Chapter Two phát hành vào tháng 9 năm 2019.
Các bài đánh giá hiện đại về cuốn tiểu thuyết này khá trái chiều, các nhà phê bình phản đối về một số vấn đề, bao gồm độ dài của cuốn sách, cách các nhân vật nữ bị "ác quỷ hóa", và cảnh sex liên quan đến trẻ em.
The New York Times khen ngợi khả năng sáng tạo bầu không khí của tác giả, qua cảm giác yếu thế trong cái chết của Stanley Uris và sự tái hợp của nhóm. Reactor mô tả cuốn sách là "nửa nhàm chán và nửa gây sốc" và "là một trong những cuốn sách gây khó chịu và bối rối nhất của King", ông chỉ trích cách miêu tả các nhân vật trẻ em là "hơi quá hoàn hảo". The Guardian, đọc lại cuốn sách sau 30 năm, mô tả cuốn tiểu thuyết là "...thật đáng kinh ngạc: một kỳ quan về cấu trúc", đồng thời bày tỏ mối quan ngại về những mô tả về tình dục ở trẻ em, đặc biệt là cảnh "nhóm Loser trẻ tuổi tham gia vào một cuộc thác loạn" Grady Hendrix trong Reactor xác định khoảnh khắc này "theo một nghĩa nào đó, là trái tim của cuốn sách" và là một minh chứng theo chủ đề về sự chuyển giao từ thời thơ ấu sang tuổi trưởng thành.
Nhân vật Pennywise đã được nhiều kênh truyền thông gọi là một trong những chú hề đáng sợ nhất trong phim ảnh hoặc văn hóa đại chúng.
Năm 2003, It xếp hạng 144 trong cuộc thăm dò The Big Read của BBC—và là một trong ba tiểu thuyết của King cùng có tên trong danh sách.

## Chuyển thể
Năm 1990, cuốn tiểu thuyết được chuyển thể thành một loạt phim truyền hình ngắn với sự tham gia của Tim Curry trong vai Pennywise the Clown/It, John Ritter trong vai Ben Hanscom, Harry Anderson trong vai Richie Tozier, Richard Masur trong vai Stan Uris, Tim Reid trong vai Mike Hanlon, Annette O'Toole trong vai Beverly Marsh, Richard Thomas trong vai Bill Denbrough, Olivia Hussey trong vai Audra Phillips, Dennis Christopher trong vai Eddie Kaspbrak, và Michael Cole trong vai Henry Bowers. Các phiên bản trẻ hơn của các nhân vật được thể hiện bởi Brandon Crane (Ben), Seth Green (Richie), Ben Heller (Stan), Marlon Taylor (Mike), Emily Perkins (Beverly), Jonathan Brandis (Bill), Adam Faraizl (Eddie) và Jarred Blancard (Henry). Phim ngắn này do Tommy Lee Wallace đạo diễn và Wallace cùng Lawrence D. Cohen chấp bút.
Năm 1998, tiểu thuyết được chuyển thể thành phim truyền hình lấy bối cảnh ở Ấn Độ, với sự tham gia của Lilliput trong vai Pennywise the Clown/Vikram/Woh/It, và Ashutosh Gowarikar (Ashutosh), Mamik Singh (Rahul), Anupam Bhattacharya (Sanjeev), Shreyas Talpade (Ashutosh thời trẻ), Parzan Dastur (Siddhart thời trẻ), Manoj Joshi (Amit), và Daya Shankar Pandey (Chandu), phiên bản tương đương của Losers Club. Phim do Glen Baretto và Ankush Mohla đạo diễn và viết kịch bản.
Phần đầu tiên của bộ phim chuyển thể gồm hai phần, It, phát hành ngày 8 tháng 9 năm 2017. Phim do Andy Muschietti đạo diễn, với Chase Palmer viết kịch bản, Cary Fukunaga và Gary Dauberman. Thay vì có hai câu chuyện song song, phần phim đầu tiên chỉ là bản chuyển thể của phần phim có các nhân vật lúc còn nhỏ, mặc dù bối cảnh đã được cập nhật theo phong cách cuối những năm 1980. Phim có sự tham gia của Bill Skarsgård trong vai Pennywise và Jaeden Martell trong vai Bill Denbrough. Các vai phụ do Finn Wolfhard trong vai Richie Tozier, Sophia Lillis trong vai Beverly Marsh, Jack Dylan Grazer trong vai Eddie Kaspbrak, Wyatt Oleff trong vai Stanley Uris, Chosen Jacobs trong vai Mike Hanlon, Jeremy Ray Taylor trong vai Ben Hanscom, Owen Teague trong vai Patrick Hockstetter, Nicholas Hamilton trong vai Henry Bowers, Logan Thompson trong vai Vic Criss và Jake Sim trong vai Belch Huggins.
Phần phim thứ hai, It Chapter Two, đã chuyển thể phần "người lớn" và cập nhật bối cảnh cho những năm 2010, cụ thể là năm 2016. Phim có sự tham gia của James McAvoy (vai Bill), Bill Hader (vai Richie), Jessica Chastain (vai Beverly), James Ransone (vai Eddie), Andy Bean (vai Stan), Isaiah Mustafa (vai Mike), và Jay Ryan (vai Ben). Skarsgård tiếp tục đảm nhận vai Pennywise và các diễn viên trẻ cũng trở lại. Quá trình quay phim chính hoàn tất vào năm 2018 và phát hành vào ngày 6 tháng 9 năm 2019.
Ngày 21 tháng 3 năm 2022, tờ Variety đưa tin Muschietti, cùng với chị gái là Barbara Muschietti và Jason Fuchs, đang phát triển và điều hành sản xuất một loạt phim tiền truyện cho HBO Max, có tựa đề "It: Welcome to Derry". Phim được cho là lấy bối cảnh những năm 1960, trước các sự kiện của "It: Chapter One", và sẽ bao gồm câu chuyện về nguồn gốc của gã hề Pennywise. Muschietti sẽ đạo diễn tập đầu tiên, còn Fuchs sẽ viết kịch bản cho toàn bộ loạt phim.